# Cottage City
La ville de Cottage City est située dans le comté du Prince George, dans l’État du Maryland, aux États-Unis. Sa population s’élevait à 1 335 habitants lors du recensement de 2020.